# 아리마 온천

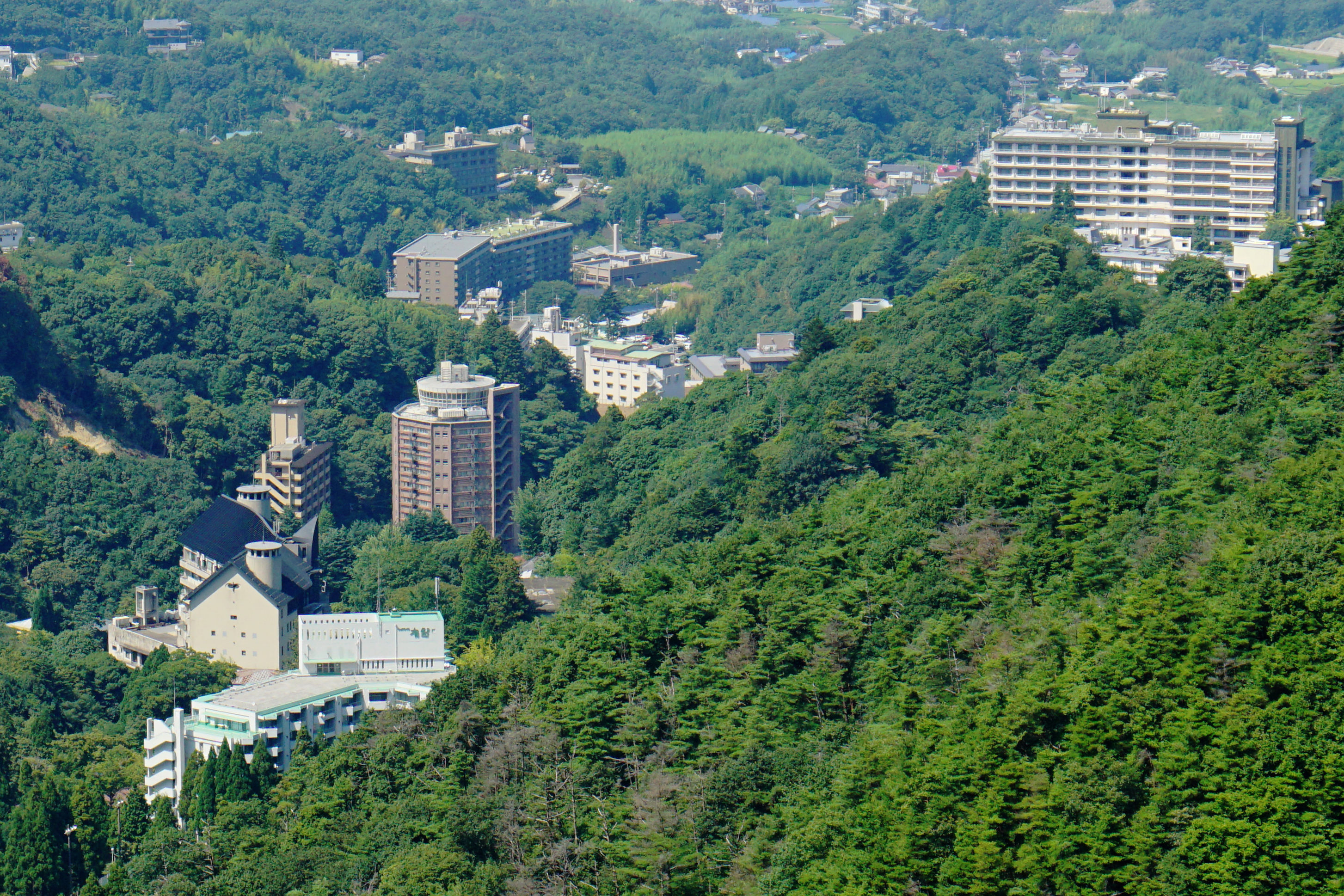
아리마 온천

아리마 온천(일본어: 有馬温泉 아리마온센[*])은 일본 효고현 고베시 기타구에 있는 온천이다. 명실공히 일본을 대표하는 명천 중 하나로, 세토 내해 국립공원 지역에 인접한다.

## 같이 보기
- 호르미시스 효과